# 德国民主妇女联盟

德国民主妇女联盟旗帜

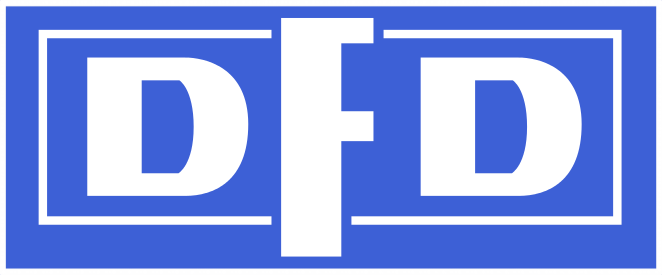
德国民主妇女联盟标志

德国民主妇女联盟（德語：Demokratischer Frauenbund Deutschlands，缩写为DFD）是东德历史上的一个群众性妇女组织。
该组织成立于1947年3月8日，前身是1945年10月30日成立的反法西斯妇女委员会。该组织是德意志民主共和国全国阵线的成员，并在人民议会拥有席位。1988年，该组织的成员数达到150万。兩德統一后的1990年10月26日，该组织改组为“民主妇女联合会”。
该组织的宗旨是在法律和现实生活中推动性别平等。该组织参与起草和制定涉及妇女社会地位、职业、家庭生活及工作的相关法律法规，推动女性积极参与社会活动和生产，并通过改善托幼设施来减轻在职母亲的负担。该组织缺乏独立性，在很大程度上受东德执政党德国统一社会党控制。